# Companhia Energética de Minas Gerais
Companhia Energética de Minas Gerais S.A. (CEMIG) ist ein Energieunternehmen aus Brasilien mit Firmensitz in Belo Horizonte  im Bundesstaat Minas Gerais.
CEMIG ist eine Holding, bestehend aus 107 Unternehmen, der größte kombinierte Energieerzeuger und Energieversorger in Brasilien. Das Unternehmen besitzt rund 50 Kraftwerke; die meisten davon sind Wasserkraftwerke. CEMIG vertreibt auch Erdgas durch das Unternehmen Gasmig und besitzt daneben ein Kabelfernsehunternehmen, Internet- und Telekommunikationsunternehmen mit dem Firmennamen Cemig Telecom, das die firmeneigenen Kabelnetzwerke nutzt.
CEMIG ist zur Hälfte im Besitz des brasilianischen Bundesstaates Minas Gerais.

## Wasserkraftwerke
CEMIG betreibt in Brasilien u. a. die folgenden Wasserkraftwerke:
| Kraftwerk    | Max. Leistung (MW) | Fluss      | Stausee      | Oberfläche (km²) | Volumen (km³) |
| ------------ | ------------------ | ---------- | ------------ | ---------------- | ------------- |
| Camargos     | 46                 | Rio Grande | Camargos     | 50,47            | 0,792         |
| Funil        | 180                | Rio Grande | Funil        |                  |               |
| Igarapava    | 210                | Rio Grande | Igarapava    |                  |               |
| Itutinga     | 52                 | Rio Grande | Itutinga     |                  |               |
| Jaguara      | 424                | Rio Grande | Jaguara      | 30               | 0,47          |
| Volta Grande | 380                | Rio Grande | Volta Grande |                  | 2,268         |